# قلعه‌رشیدآقا
قلعه رشید آقا، روستایی از توابع بخش مرکزی شهرستان سرپل ذهاب در استان کرمانشاه ایران است و مردم این روستا پیرو آئین یارسان می‌باشند و از ایل گوران هستند و به زبان کردی گورانی صحبت می‌کنند.فاصله این روستا تاسرپل ذهاب۳کیلومترمیباشد،شغل اکثرروستاکشاورزی ودامپروری میباشد،نام این روستا بنام مرحوم رشیدآقابهرامی گوران که ایشان ازنوادگان احدی ازچهل تن آسیدبراکه گوران رهبرمذهبی یارستان میباشد.فرزند کوچک ایشان همایون خان بهرامی گوران بازنشته ومشغول کشاورزی دراین روستا میباشد ،وباتوجه به مقبولیت اداری ومحلی،مشکلات اهالی وادارات به ایشان رجوع داده میشود .

## جمعیت
این روستا در دهستان حومه‌سرپل قرار دارد و براساس سرشماری مرکز آمار ایران در سال ۱۳۸۵، جمعیت روستای قلعه رشیدآقا تاپاییزسال۱۴۰۰شمسی۲۴۸نفرمیباشدوتعداد۷۵خانوارمیباشد.